# Trans-2-enoil-CoA reduttasi (NAD+)
La trans-2-enoil-CoA reduttasi (NAD+) è un enzima appartenente alla classe delle ossidoreduttasi, che catalizza la seguente reazione:
acil-CoA + NAD+ ⇄ trans-dideidroacil-CoA + NADH + H+
L'enzima di Euglena gracilis agisce sul crotonoil-CoA e, più lentamente, sul 'trans-es-2-enoil-CoA e sul 'trans-ott-2-enoil-CoA.